# Chaetocoelia banksi
Chaetocoelia banksi är en tvåvingeart som beskrevs av Charles Howard Curran 1942. Chaetocoelia banksi ingår i släktet Chaetocoelia och familjen lövflugor.
Artens utbredningsområde är Panama. Inga underarter finns listade i Catalogue of Life.